# Amparo
Amparo – imię żeńskie pochodzące z łaciny w jej hiszpańskim wariancie. Popularne w Hiszpanii i Portugalii i w kręgu oddziaływania kultury hiszpańskiej i portugalskiej. Dosłownie oznacza "ochronę, protekcję". Brak odpowiednika tego imienia w języku polskim. 

## Warianty tego imienia
| Warianty imienia w różnych językach | Warianty imienia w różnych językach |
| ----------------------------------- | ----------------------------------- |
| język baskijski                     | Itzal                               |
| język hiszpański                    | Amparo                              |
| język kataloński                    | Empar                               |
| język portugalski                   | Amparo                              |

## Znane osoby noszące to imię
- Amparo Muñoz − hiszpańska aktorka i modelka

## Literatura (w języku hiszpańskim)
- Manuel Yáñez Solana - El gran libro de los Nombres. M. E. Editores, Madrid, 1995. ISBN 84-495-0232-2.
- José María Montes Vicente - El libro de los Santos. Alianza, Madrid, 2001. ISBN 84-206-7203-3.